# Puchar Polski w piłce siatkowej mężczyzn (1999/2000)
Puchar Polski w piłce siatkowej mężczyzn 1999/2000 – 43. sezon rozgrywek o siatkarski Puchar Polski, rozgrywany od 1932 roku.

## Klasyfikacja końcowa
| Miejsce | Drużyna                          |
| ------- | -------------------------------- |
| 1.      | Mostostal-Azoty Kędzierzyn-Koźle |
| 2.      | Stilon Gorzów Wielkopolski       |
| 3-4.    | Kazimierz Płomień Sosnowiec      |
| 3-4.    | Legia Warszawa                   |